# SteelHounds de Youngstown
Les SteelHounds de Youngstown sont une franchise professionnelle de hockey sur glace en Amérique du Nord qui évolue dans la Ligue centrale de hockey. L'équipe est basée à Youngstown dans l'Ohio.

## Historique
La franchise a été créée en 2005 et est engagée dans la Ligue centrale de hockey. L'équipe cesse ses activités au terme de la saison 2007-08.

### Saisons en LCH
Note: PJ : parties jouées, V : victoires, D : défaites, N : matchs nuls, DP : défaite en prolongation, DF: Défaite en fusillade, Pts : Points, BP : buts pour, BC : buts contre, Pun : minutes de pénalité
| Saison  | PJ | V  | D  | N | DP | DF | Pts | Classement                    | Séries éliminatoires |
| ------- | -- | -- | -- | - | -- | -- | --- | ----------------------------- | -------------------- |
| 2005-06 | 64 | 24 | 35 | - | 5  | 0  | 53  | 2e place, conférence nord-est | Ne participe pas     |
| 2006-07 | 64 | 34 | 20 | - | 10 | 0  | 78  | 3e place, conférence nord-est | Défaite au 1er tour  |
| 2007-08 | 64 | 39 | 20 | - | 1  | 4  | 83  | 2e place, conférence nord-est | Défaite au 2e tour   |